# Kawato Daiki
Kawato Daiki (川戸 大樹 Kawato Daiki, sinh ngày 5 tháng 4 năm 1994) là một cầu thủ bóng đá người Nhật Bản. Anh thi đấu cho SC Sagamihara.

## Sự nghiệp
Kawato Daiki gia nhập câu lạc bộ J3 League SC Sagamihara năm 2017.